# Phillip Morris, volim te
Philip Morris, volim te je komedija/drama iz 2009. godine zasnovana na životu prevaranta Stevena Jay Russella, koji je nekoliko puta bježao iz zatvora. Dok je boravio u zatvoru, Russell se zaljubljuje u Phillipa Morrisa, s kojim započinje vezu. Nakon Morrisovog izlaska na slobodu, Russell četiri puta bježi iz zatvora, kako bi bio s Morrisom. Film je adaptacija romana I Love You Phillip Morris: A True Story of Life, Love, and Prison Breaks pisca Steva McVickera.

## Sadržaj filma
Russel (Jim Carrey) se nalazi na samrti i prisjeća se događaja iz života koji su ga doveli do situacije u kojoj se nalazi. Prisjećanje počinje iz ranog detinjstva, kada mu roditelji priopćavaju da je usvojen. Zatim se prikazuje njegov život kao sretno oženjenog policajca, koji svira orgulje u crkvi, moli se svake večeri sa svojom religioznom ženom (Leslie Mann) i provodi svoje slobodno vrijeme u potrazi za svojom biološkom majkom. Tako iskorištava radno mjesto za prikupljanje podataka o majci do koje dolazi, shvaća da ima još dvoje braće, pretpostavlja da je srednje dijete koje je majka iz njemu nepoznatih razloga odbacila, jer se pravila da ga ne poznaje i odbila je komunikaciju s njime. Razočaran, seli se s obitelji u Teksas,  zapošljava na dobrom radnom mjestu sa solidnim prihodima kojima prvi put drastično mijenja stil života, od povučenog obiteljskog čovjeka zaposlenog kao običnog policajca u bučnog, strastvenog i zabavnog menadžera. U priči se otkriva i njegov dvostruki život scenom strastvenog spolnog odnosa s muškarcem.  Međutim, nakon teške prometne nesreće Russell se ozlijeđen na cesti odlučuje na prekid dosadašnjeg načina života, javno priznaje da je gej i napušta svoju ženu i kćer. Seli se u Miami, nalazi dečka (Rodrigo Santoro) i počinje živjeti na visokoj nozi, kupujući skupocjene poklone, odlazeći na razne zabave prateći homoseksualni način života. Radio je kao prosječno plaćeni trgovac i ta mu primanja nisu mogla pokriti sve potrebe koje je htio ispuniti prema sebi i svojemu partneru, te se počinje baviti prijevarama. 
Kada je konačno uhvaćen u prijevarama, Russell odlazi u zatvor gdje sreće Phillipa Morrisa (Ewan McGregor) i trenutačno se zaljubljuje u njega. Od tog trenutka počinje ljubavna priča isprepletena preprekama zatvorskog života i Russellovim prijevarama. Nakon niza prijevara pomoću kojih napušta zatvor (nekoliko puta) i pokušava omogućiti normalan (luksuzan) život za Phillipa i sebe, vrhunac je njegovo simuliranje AIDS-a i falsificiranje vlastite smrtovnice.

## Produkcija
Nakon poteškoća za pronalaženje distributera za SAD, vjerojatno zbog jakog homoseksualnog seksualnog sadržaja, film je ponovo montiran.

## Prikazivanje
Film je počeo s prikazivanjem u Europi i Tajvanu između veljače i travnja 2010. 

## Kritike
Damon Wise je za The Times dao četiri od pet zvjezdica dajući pohvale Carreyevoj glumi. Xan Brooks je za The Guardian  također napisao pozitivnu kritiku, opisujući film kao "brz, duhovit i prilično odvažan."

## Vanjske poveznice
- http://www.phillipmorristhemovie.com/